# Krystian Jarubas
Krystian Stefan Jarubas (ur. 3 czerwca 1981 w Busku-Zdroju) – polski polityk, samorządowiec, poseł na Sejm VIII kadencji.

## Życiorys
Pochodzi z Błotnowoli. Ukończył ekonomię w Wyższej Szkole Handlowej im. Bolesława Markowskiego w Kielcach oraz podyplomowe z zakresu pozyskiwania i zarządzania funduszami europejskimi w Wyższej Szkole Ekonomii i Prawa im. prof. Edwarda Lipińskiego w Kielcach.
Zaangażował się w działalność Związku Młodzieży Wiejskiej, a w 1999 wstąpił do Polskiego Stronnictwa Ludowego. Był pracownikiem samorządowym w starostwie powiatowym w Kielcach (2005–2007) oraz inspektorem w Wojewódzkim Urzędzie Pracy. W 2011 został wicedyrektorem Powiatowego Urzędu Pracy w Busku-Zdroju.
W 2006 bez powodzenia kandydował do sejmiku świętokrzyskiego z listy komitetu Młodzi Razem (zblokowanego m.in. z listami PSL). W wyborach samorządowych w 2014 zdobył mandat radnego sejmiku z ramienia Polskiego Stronnictwa Ludowego. W wyborach parlamentarnych w 2015 kandydował do Sejmu z ostatniego miejsca na liście PSL w okręgu kieleckim. Został wybrany na posła VIII kadencji, otrzymując 4379 głosów. W wyborach w 2019 nie uzyskał poselskiej reelekcji. W 2023 wystartował do Sejmu z ramienia współtworzonej przez swoją partię Trzeciej Drogi. W 2024 ponownie uzyskał mandat radnego województwa. W 2025 objął stanowisko wiceprezesa Krakowskiego Parku Technologicznego.

## Życie prywatne
Jest żonaty, ma dwóch synów i córkę. Jest bratem Adama Jarubasa.